# 似长颈囊双吸虫
似长颈囊双吸虫（学名：Didymozoon longicollopsis）为囊双科囊双吸虫属的动物。在中国大陆，分布于南海等海域，营寄生生活，宿主长尾大眼鲷，寄生部位肠壁外侧。该物种的模式产地在海南白马井。